# Manuel Locatelli
Manuel Locatelli (Lecco, Llombardia, Itàlia, 8 de gener de 1998) és un futbolista italià que juga com a migcampista a la Juventus FC de la Sèrie A d'Itàlia. És internacional amb la selecció italiana.

## Internacional
Locatelli ha format part de la selecció d'Itàlia en les categories juvenils sub-15, sub-16, sub-17, sub-19 i sub-21.
Va debutar amb Itàlia en la sub-15, el 19 de febrer de 2013, va ser titular per enfrontar-se a Bèlgica i van guanyar 2 a 1. En la revenja, que es va jugar l'endemà passat, va ser el capità de la selecció, però van perdre 1 a 0 amb els belgues.

## Palmarès
AC Milan
- 1 Supercopa italiana: 2016

Selecció italiana
- 1 Eurocopa: 2020